# Maesa impressinervis
Maesa impressinervis är en viveväxtart som beskrevs av George King och Gamble. Maesa impressinervis ingår i släktet Maesa och familjen viveväxter. Inga underarter finns listade i Catalogue of Life.